# ひたちなか市総合運動公園
ひたちなか市総合運動公園（ひたちなかしそうごううんどうこうえん）は、茨城県ひたちなか市にある運動公園。

## 概要
公園内には、ひたちなか市総合運動公園陸上競技場やひたちなか市民球場がある。

## 施設
- 陸上競技場
ひたちなか市総合運動公園陸上競技場
- 野球場
ひたちなか市民球場

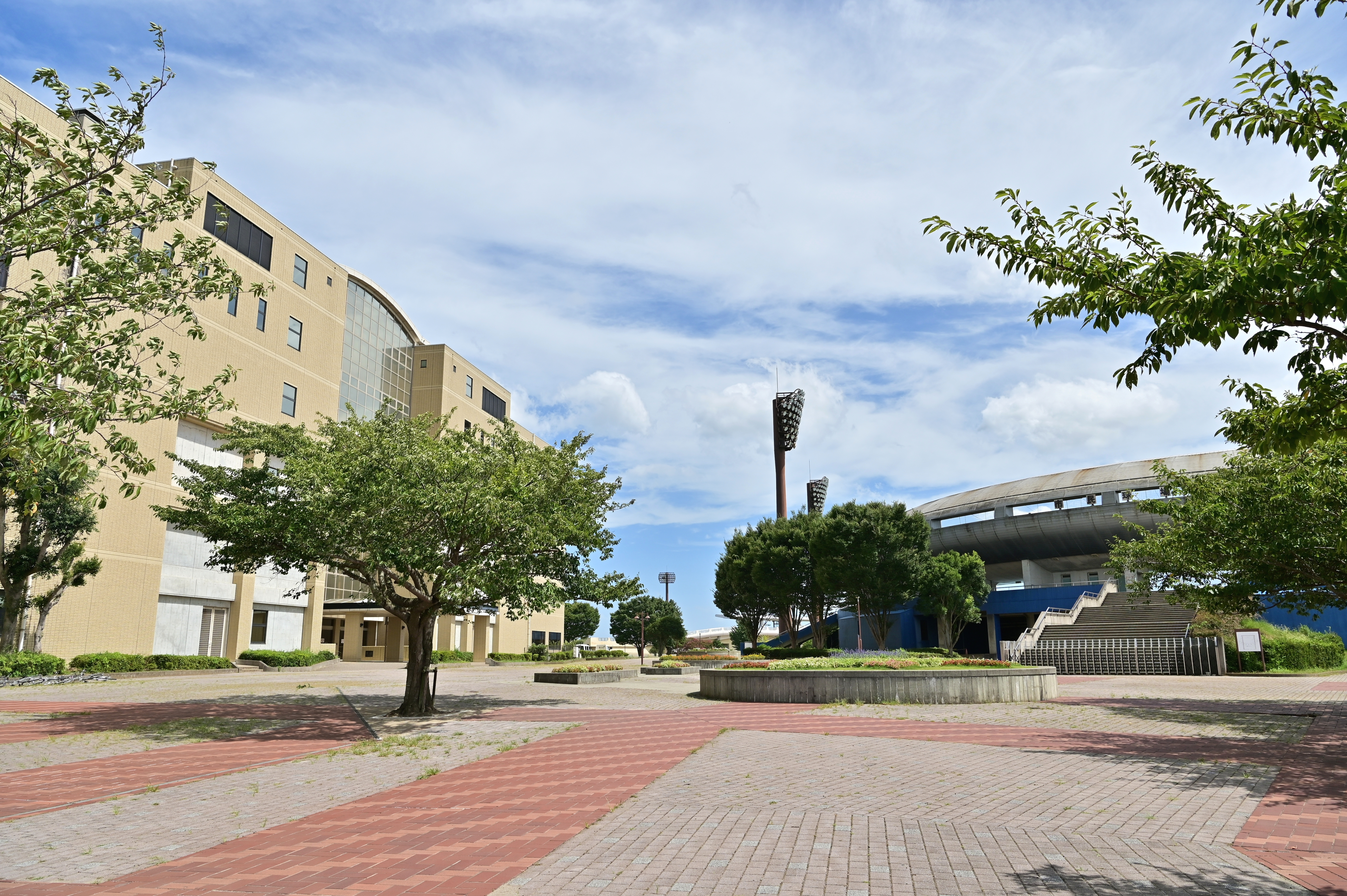
総合体育館
- テニスコート 11面
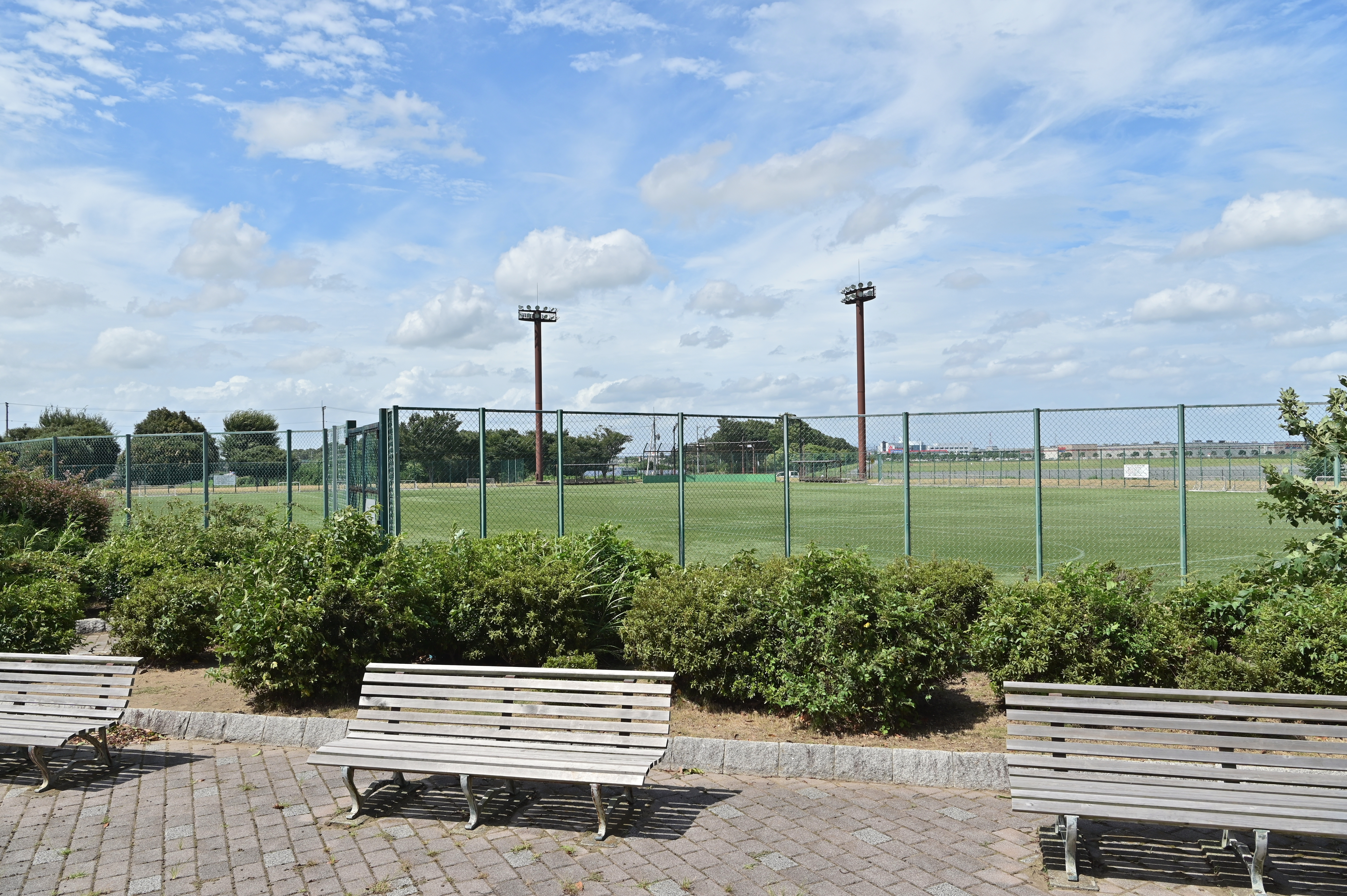
レクリエーション広場
人工芝グラウンド（照明あり）
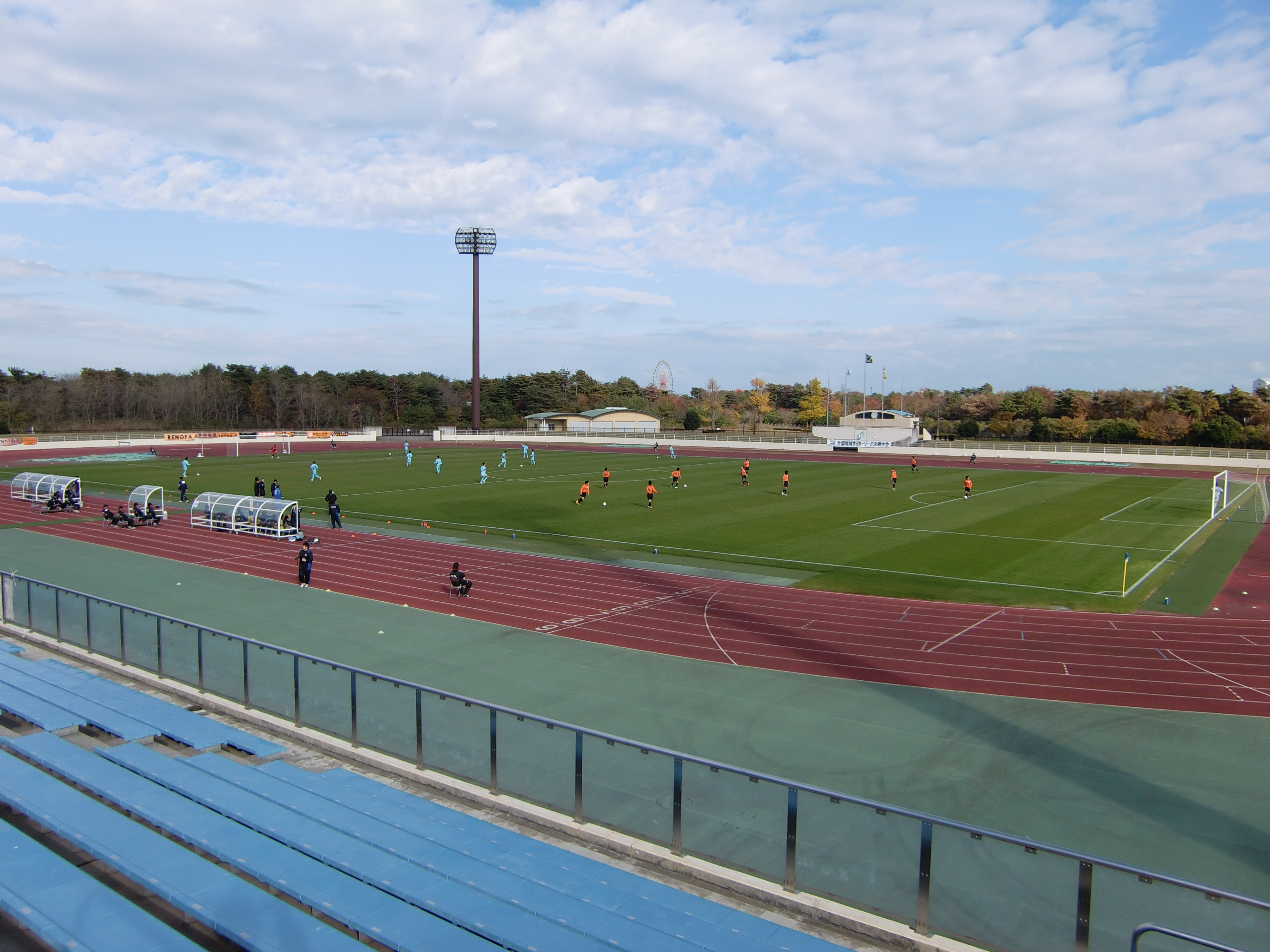
スポーツ広場
グラウンド（サッカーの場合：2面、ソフトボールの場合4面）

- 総合体育館と市民球場
- レクリエーション広場
- 陸上競技場

## 周辺
- 国営ひたち海浜公園
- ファッションクルーズニューポートひたちなか

## 交通アクセス
- 常陸那珂有料道路（北関東自動車道・東水戸道路直結）ひたちなかICより3km